# Сахнівський заказник
Сахні́вський заказник — гідрологічний заказник місцевого значення в Україні. Об'єкт природно-заповідного фонду Хмельницької області.
Розташований у межах Сахновецької сільської громади Шепетівського району Хмельницької області, на південь від села Кропивна.
Площа 88 га. Статус присвоєно згідно з рішенням сесії обласної ради народних депутатів від 28.10.1994 року № 7. Перебуває у віданні: Сахновецька сільська громада.
Статус присвоєно для збереження частини заболоченої заплави річки Хомора.